# Son de la loma / El pitirre y el aura
Son de la loma / El pitirre y el aura es un sencillo de la banda cubana Grupo Manguaré, lanzado en 1972 bajo el sello discográfico DICAP, y perteneciente a su álbum Manguaré, lanzado el mismo año por el mismo sello.

## Lista de canciones
| Lado A |                  |                  |          |  |
| N.º    | Título           | Música           | Duración |  |
| 1.     | «Son de la loma» | Miguel Matamoros | 3:13     |  |

| Lado B |                        |                |          |  |
| N.º    | Título                 | Música         | Duración |  |
| 2.     | «El pitirre y el aura» | Andrés Pedroso | 5:50     |  |
| 9:03   |                        |                |          |  |